# 小口正七
小口 正七（おぐち しょうしち、1918年10月7日 - 2006年10月16日）は、日本の化学者。

## 略歴
長野県諏訪郡上諏訪町（現・諏訪市）出身。長野県諏訪中学校（現・長野県諏訪清陵高等学校）を経て、1943年東京文理科大学（現・筑波大学）化学科卒業。東京学芸大学教授。同大学名誉教授。文教大学教授。1977年東京学芸大学附属大泉中学校（現・東京学芸大学附属国際中等教育学校）校長。1992年勲三等旭日中綬章受勲。

## 著書

### 単著
- 『化学の解法』洛陽社 1977年
- 『火をつくる』裳華房 1991年

### 共著
- 『盲点誘導化学の総整理』伊藤良徳共著 洛陽社 1984年